# 第505重戦車大隊
第505重戦車大隊（だい505じゅうせんしゃだいたい、独: Schwere Panzerabteilung 505）は第二次世界大戦時に存在したドイツ国防軍陸軍直轄の重戦車大隊。

## 創設
1943年1月末から2月18日の間に、第3軍管区の第5・第10戦車補充大隊の兵員からファリング・ボシュテル演習場にて編成。初代大隊長はハンネス・キュンメル少佐。同年7月のツィタデレ作戦に第9軍隷下として参加後、スモレンスクへ移動。ティーガーI20両とIII号戦車25両で編成された最後の部隊となり、1943年4月に編成を完了した。

## 戦歴
第1中隊と第2中隊は、1943年5月に東部戦線中部のオリョール地区に移動した。1943年6月10日ティーガーI 45両となり、III号戦車を装備から外した。クルスク戦に備えて演習を行った。2個中隊31両のティーガーIで7月5日、クルスク戦に突入した。第3中隊が本国から東部戦線に向け出発し、7月8日に到着した。当初稼働可能な予備の戦車は26両であったが、対戦車地雷によりわずか2日間で6両に激減。一方で赤軍戦車111両の撃破を報告した。
中央軍集団の再編を経て、1944年6月下旬～7月上旬、第5装甲師団隷下になる。同年、ソ連軍夏季攻勢による後退戦、バグラチオンの初期段階での激しい防衛戦で、15両を消耗した。1944年7月にティーガーII装備のため一旦本国へ後退、受領後リトアニア、東プロイセンへ派遣され、第24、25装甲師団を支援。
1944年7月にドイツ本国へ引きあげるまで、中央軍集団と共に、ポーランド、リトアニア、東プロイセンで押しよせるソビエト軍を相手に戦い抜く。1944年9月に45両のティーガーIIを装備し、ポーランドに送られる。部隊は、とりわけワルシャワやナレフ川流域で戦い、1944年10月21日にネーメルスドルフの再征服に関与。1945年2月には包囲された東プロイセンのケーニヒスベルク （現ロシア領カリーニングラード）の解囲攻撃に投入されるが、攻撃は失敗し1945年4月半ばに大隊の残部はクルシュー砂州にてソ連軍に降伏し、メーメル戦区にて壊滅した。
部隊マークとして槍を持ち突撃する騎士が、いくつかの戦車の砲塔に描かれた。
| 戦力の推移      | 1944年10月1日 | 11月1日 | 12月1日 | 1945年1月15日 | 2月5日 | 3月15日 |
| --------------- | ------------- | ------- | ------- | ------------- | ------ | ------- |
| 主力戦車        | 43            | 39      | 29      | 44            | 30     | 2       |
| 使用可能車      | 32            | 36      | 11      | 17            | 0      | 0       |
| 修理中          | 10            | 3       | 18      | 27            | 30     | 2       |
| 喪失 （期間中） | 2             | 6       | 10      | 4             | 13     | 30      |

## 指揮官
- 1943年2月 - 8月：ベルンハルト・ソーヴァン少佐
- 1943年8月 - 9月：フォン・キャロウィッツ大尉
- 1943年9月 - 1944年11月：ヴェルナー・フライヘル・フォン・ベシュヴィッツ大尉
- 1944年11月 - 1945年4月：センフット・フォン・ピルサッチ少佐